# Greg Albertyn
Greg Albertyn (Johannesburg, 13 oktober 1973) is een Zuid-Afrikaans voormalig motorcrosser.

## Carrière
Greg Albertyn won verschillende Zuid-Afrikaanse en Nederlandse kampioenschappen voor hij de overstap maakte naar het Wereldkampioenschap motorcross. Albertyn werd Wereldkampioen 125cc in 1992, met Honda. In 1993 ging hij naar de 250cc-klasse en werd meteen Wereldkampioen bij zijn eerste poging, voor Stefan Everts. Voor het seizoen 1994 stapte Albertyn over van Honda naar het Suzukiteam van Sylvain Geboers. Albertyn verdedigde zijn wereldtitel met succes na een spannende strijd met Everts, die opnieuw tweede werd.
Albertyn kreeg verschillende aanbiedingen om in de Verenigde Staten Supercross en outdoor wedstrijden te rijden. Hij besloot om op Suzuki te blijven rijden voor het team van Roger De Coster. Supercross was een totaal onbekende tak van de sport voor Albertyn, en hij zwoegde zich door het seizoen met verschillende valpartijen. Door een blessure opgelopen tijdens zo een val kon hij niet deelnemen aan het outdoor seizoen. In 1996 ging het iets beter in de supercross, en hij kon blessurevrij aan het outdoor seizoen beginnen. Dat jaar won hij zijn eerste wedstrijd en behaalde enkele podia. Tegen 1997 bleken zijn kwaliteiten als supercrossrijder veel verbeterd te zijn. Hij won de eerste wedstrijd van het seizoen en stond nog enkele keren op het podium. In de outdoors viel hij iets te vaak uit maar wist toch een wedstrijd te winnen. Het seizoen 1998 werd regelmatiger, en Albertyn eindigde als tweede in het outdoor kampioenschap. 1999 werd het beste seizoen van Albertyn. In een van de meest competitieve jaren van het outdoor kampioenschap ooit, wist Albertyn zijn eerste titel in de Verenigde Staten binnen te halen. Het was de eerste titel voor Suzuki sinds twintig jaar. Albertyn brak zijn dijbeen in het supercross-seizoen van 2000. Hij kwam vroeger dan verwacht terug om zijn outdoortitel te verdedigen met de metalen staaf die zijn dijbeen moest hechten nog in zijn lichaam. Albertyn was zeer competitief, maar kon de titel niet binnenhalen. Na dit seizoen kondigde hij zijn afscheid van de professionele motorcross aan.
Nadien ging Albertyn aan de slag in de vastgoedsector. Hij reed af en toe nog wel met de motor, zoals een outdoorwedstrijd in 2003 en de Zuid-Afrikaanse Grand Prix in 2004. Hij investeerde ook in een kartinghalketen.

## Palmares
- 1992: Wereldkampioen 125cc
- 1993: Wereldkampioen 250cc
- 1994: Wereldkampioen 250cc
- 1999: Outdoor National kampioen 250cc

| 1            | 1992 | Polen            | Gdynia               |
| 2            | 1992 | Tsjechië         | Dalečín              |
| 3            | 1992 | Spanje           | Jerez de la Frontera |
| 4            | 1992 | Nederland        | Mill                 |
| 250cc-klasse |      |                  |                      |
| 5            | 1993 | Duitsland        | Laubuseschbach       |
| 6            | 1993 | Nederland        | Valkenswaard         |
| 7            | 1993 | Venezuela        | Maracay              |
| 8            | 1993 | Groot-Brittannië | Foxhill              |
| 9            | 1993 | Zwitserland      | Payerne              |
| 10           | 1993 | Italië           | Castiglione del Lago |
| 11           | 1994 | Frankrijk        | Ernée                |
| 12           | 1994 | Polen            | Gdynia               |